# Shanes Park, New South Wales
Shanes Park este o suburbie în Sydney, Australia.